# Bartolomeo d’Avanzo

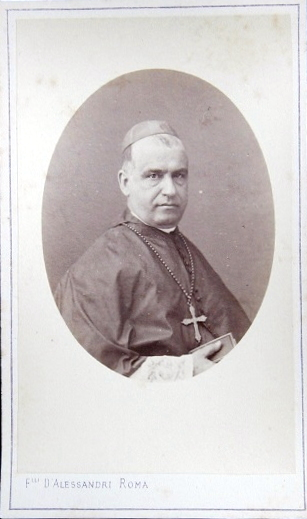
Bartolomeo Kardinal d’Avanzo (1869)

Bartolomeo d’Avanzo (* 3. Juli 1811 in Avella; † 20. Oktober 1884 ebenda) war ein italienischer Bischof und Kardinal der Römischen Kirche.

## Leben
Bartolomeo d’Avanzo wurde als Sohn von Bartolomeo d’Avanzo, einem Arzt, und dessen Ehefrau Caterina Buvelli geboren. In jungen Jahren trat er in das Priesterseminar von Nola ein, wo er am 13. Juni 1829 gefirmt wurde. Nach seiner Priesterweihe, die er am 20. September 1834 empfing, wechselte er an die Universität Neapel, an welcher er am 28. September 1842 in Theologie promoviert wurde und den Doktorgrad erhielt.
Als Priester war er zunächst als Professor für Dogmatische Theologie und Hebräisch an seiner Alma Mater, dem Priesterseminar von Nola tätig. Auch wirkte er als Kaplan in der Kirche von Nola. Später schrieb er Artikel für La Scienza e la Fede, ein in unregelmäßigen Zeitabständen erscheinendes Wissenschaftsmagazin, und machte sich als Korrektor von Büchern einen Namen.
Am 18. März 1851 wurde d’Avanzo zum Bischof des Bistums Castellaneta ernannt; die Bischofsweihe spendete ihm am 28. März 1851 Kardinal Costantino Patrizi, Kardinalbischof von Albano, Mitkonsekratoren waren Antonio Ligi Bussi, Vizegerent der Diözese Rom, und Vincenzo Tizzani, ehemaliger Bischof von Terni. Neun Jahre später, am 13. Juli 1860, wurde er als Bischof in das Bistum Teano-Calvi versetzt.
Nur zwei Monate nachdem d’Avanzo seine neue Aufgabe begonnen hatte, überlebte er am 13. August 1860 ein Schussattentat. Dabei gab ein antiklerikal eingestellter Mann vier Schüsse auf Bischof d’Avanzo ab. Der erste traf das Innere des Wagens, in welchem d’Avanzo fuhr, der zweite traf das rechte Handgelenk und der dritte den linken Arm des Bischofs. Der vierte Schuss, der vermutlich der tödliche gewesen wäre, drang in das Pektorale ein, das von Bischöfen traditionell auf der Brust getragene Kreuz. Der Grund für das Attentat lag in der damals mehrheitlich kirchenfeindlich eingestellten Stimmung in Italien. Auch hatte sich d’Avanzo stets gegen die Freimaurer starkgemacht, was auch mit ein Grund gewesen sein dürfte.
Leicht verletzt gab d’Avanzo das Bistum Teano-Calvi auf und zog sich in das Kapuziner-Kloster nach Sorrent zurück, wo er sieben Jahre lang, bis 1867, im Exil lebte. Danach wirkte er von 1869 bis 1870 als Konzilsvater beim Ersten Vatikanischen Konzil, wo er das Dogma von der „Unfehlbarkeit des Papstes“ mittrug.
Papst Pius IX. erhob ihn im Konsistorium vom 3. April 1876 zur Kardinalswürde und übertrug dem neuen Kardinalpriester am 7. April 1876 die Titelkirche Santa Susanna. Als Kardinal war d’Avanzo auch Teilnehmer des Konklaves von 1878, in welchem Leo XIII. als Papst gewählt wurde.
Nach seinem Tod, am 20. Oktober 1884, wurde Kardinal d’Avanzo im Familiengrab in Avella beigesetzt.